# Yung Internet
Yung Internet, is een Nederlandse rapformatie, bestaande uit  Daan Hegt (DJ Hyperlink). Sergio Hasselbaink (Yelli) zat van oprichting tot aan het album De rechtzaak ook in de groep.

## Geschiedenis
Yung Internet ontstond oorspronkelijk als grap. Tijdens een avond ontspannen, besloten ze terwijl ze onder invloed waren van verschillende verdovende middelen, dat ze het leuk vonden om te gaan rappen. Hun eerste nummers deelden ze op Soundcloud en in 2014 brachten ze hun eerste ep J.O.B.S. uit. Ze gingen in 2015 viraal met de single 1 Affoe x2 en brachten vervolgens hun tweede ep 6 donnies uit. In dat jaar stonden ze ook voor het eerst op festival Appelsap. Aan het eind van 2015 kwamen ze met hun derde ep Binnenstad, waarop onder andere een samenwerking met Ray Fuego was te vinden. 
In 2016 deelden ze opnieuw twee ep's; Free wifi en Dixiland. Laatstgenoemde bereikte de 98e positie in de Album Top 100. Daarnaast stonden ze in dat jaar op onder andere de festivals Solar Weekend Festival en opnieuw Appelsap. Ze stonden begin 2017 op de festivals Noorderslag en Paaspop en deden in het voorjaar een tour door Nederland. In de zomer van 2017 stond de groep op onder andere Amsterdam Open Air, Best Kept Secret, WOO HAH!, Valkhof Festival, Solar Weekend Festival en het Zomerparkfeest. Ze brachten in september hun zesde ep Pompstation uit met samenwerkingen van Donnie en Vieze Fur.
De rapformatie kwam in januari van 2018 met het album Long Island, met onder andere het lied Tram 26. Met dit album tourden ze in dat jaar tweemaal door Nederland en stonden ze onder andere op het festival Mysteryland. Begin 2019 kwamen de met de ep Binnenstad 2, welke de 53e plek in de Album Top 100 behaalde en een samenwerking bevatte met Gotu Jim. Dit volgden ze in januari 2020 op met het album Cybernetic Hedonism, waarmee ze begin van dat jaar mee tourden door Nederland. De tour werd voortijdig afgesloten wegens de coronapandemie. 
Van begin 2021 tot medio 2022 liep er een rechtszaak naar de groep over de auteursrechten van het lied Wesley Sneijder. Op dit lied, afkomstig van album Long Island, werd een voicemail van een oud-schoolgenoot van Yelli ten gehore gebracht. Deze voicemail werd zonder toestemming van de man gebruikt in het lied en toen hij er twee jaar later achter kwam dat dit gedaan was, klaagde hij de groep aan. Er werd uiteindelijk geschikt voor vijfduizend euro en het lied werd van muziekplatformen af gehaald. In deze periode verlaatte Yelli de groep. Het overgebleven tweetal bracht in januari 2023 een album uit over de periode waar ze in hadden gezeten en had de toepasselijke titel De rechtszaak.

## Discografie

### Albums
| Album        | Verschijnen      | Label        | Hitlijsten | Hitlijsten | Opmerkingen   |
| Album        | Verschijnen      | Label        | NL         | NL         | Opmerkingen   |
| Album        | Verschijnen      | Label        | Piek       | Weken      | Opmerkingen   |
| ------------ | ---------------- | ------------ | ---------- | ---------- | ------------- |
| Dixiland     | 16 december 2016 | Eigen beheer | 98         | 1          | Extended play |
| Long Island  | 9 februari 2018  | Eigen beheer | 59         | 1          | Studioalbum   |
| Binnenstad 2 | 8 maart 2019     | Eigen beheer | 53         | 1          | Extended play |

### Nummers met notering(en) in een hitlijst
| Lied    | Verschijnen     | Album       | Hitlijsten   | Hitlijsten   | Opmerkingen |
| Lied    | Verschijnen     | Album       | NL (Top 100) | NL (Top 100) | Opmerkingen |
| Lied    | Verschijnen     | Album       | Piek         | Weken        | Opmerkingen |
| ------- | --------------- | ----------- | ------------ | ------------ | ----------- |
| Tram 26 | 9 februari 2018 | Long Island | 79           | 1            |             |